# Glaube und Heimat (Drama)
Glaube und Heimat, die Tragödie eines Volkes ist ein Theaterstück in drei Akten vom österreichischen Arzt und Schriftsteller Karl Schönherr. Es wurde am 17. Dezember 1910 in Wien und am selben Abend im Neuen deutschen Theater in Prag uraufgeführt.

## Handlung
Das Stück spielt in der Gegenreformation. Durch höchste Anordnung sollen die evangelischen Christen ihre Tiroler Heimat verlassen – oder Mitglieder der römisch-katholischen Kirche werden. Das stellt sich für Christoph Rott als besonders großes Problem dar, denn er ist evangelisch, hat aber eine Katholikin geheiratet. Um möglichst wenig Unruhe zu stiften, und seiner Familie den Verbleib zu ermöglichen, äußert er sich nicht öffentlich zur Lage. Doch wird ihm bekannt, dass die Sandpergerin, eine Nachbarin, ermordet wird, weil sie die Emigration bzw. Konversion verweigert. Herr Sandperger konvertiert allerdings, weil er sich fürchtet. Rott geht nun in die Öffentlichkeit und bekennt sich zum Protestantismus. Für Rotts Familie nimmt das Leben eine tragische Wende: Sie verliert das Erziehungsrecht für das Kind. Dennoch schließt der Tiroler Bauer doch einen Frieden mit dem Soldaten im Dienste des Kaisers, der die Sandpergerin ermordet hat.

## Uraufführung
Das erste Wiener Bühnenbild und die 1910 verwendete Kleidung der Schauspieler stammten vom bekannten Künstler Albin Egger-Lienz.

## Rezeption
Die Aufführung war ein voller Erfolg, und das Stück wurde schnell von zahlreichen Theatern übernommen; die deutsche Erstaufführung fand wenige Wochen später, am Vorabend des Drei-Königs-Feiertags, am Münchner Schauspielhaus statt. Die Münchner Zeitschrift Simplicissimus erwähnte den Titel in einer Karikatur. Am 16. März 1911 wurde es in Berlin gegeben.
Glaube und Heimat gehört zu den am besten rezipierten Stücken Schönherrs. Glaube und Heimat wurde mit dem Grillparzer-Preis ausgezeichnet. Sein vielleicht bekanntestes Stück ist der Heimatliteratur oder dem Naturalismus zuzuordnen. Schönherrs starke Identifikation mit dem Tiroler Volk und seiner Geschichte macht ihn, so Pamela Saur, „unbestreitbar zu einem Regionalisten. Seine Unterstützung der nationalsozialistischen Bewegung verbindet ihn darüber hinaus mit dem Heimatbegriff in seinem negativsten Sinne und trägt zum nationalsozialistischen Stigma bei, das dem Genre bis heute anhaftet.“

### Plagiatsbehauptungen
Behauptungen verbreiteten sich 1911, dass das Stück ein Plagiat von zwei Werken der Österreicherin Enrica Handel-Mazzetti (Die arme Margaret und Jesse und Maria) sei.

## Hörspielbearbeitungen
1929 produzierte die Nordische Rundfunk AG (NORAG) eine ca. 140-minütige Funkbearbeitung, ebenfalls unter dem Titel Glaube und Heimat. Das Sendespiel wurde am 24. Februar 1929 als Livesendung ohne Aufzeichnung ausgestrahlt. Unter der Regie von Hans Bodenstedt sprachen u. a. Karl Pündter (Christoph Rott, ein Bauer), Carl Bartelmus (Rott Peter, sein Bruder), Ernst Pündter (Der Alt-Rott, sein Vater) und Josefa Flora (Die Rottin, sein Weib).
1979 entstand beim ORF-Landesstudio Tirol eine weitere gut 99-minütige gleichnamige Adaption des Theaterstückes von Franz Hölbing, der auch die Regie führte. Die Erstsendung fand am 26. Mai 1979 statt.
Es sprachen u. a. Rudolf Strobl (Christoph Rott), Rudolf Hießl (Peter Rott), Albert Peychär (Alt-Rott) und Margit Hartmann (Rottin).